# Mahaleo
Mahaleo – malgaski zespół muzyczny z Antsirabe. Został założony w 1972 roku.
Formacja rozwinęła się z działalności gitarzystów z Antsirabe: Dama (Rasolofondraosolo Zafimahaleo) i Dadah (Rakotobe Andrianabelina), na gruncie protestów z 1972 r. Muzycy ci występowali na wiecach, wzywając do zmian politycznych. Dołączyli do nich Raoul (gitara i skrzypce), Charle, Nono, Fafa (wokal) i Bekoto (flet).
Swoje utwory wykonują w języku malgaskim, opowiadając o życiu codziennym Malgaszów. Ich działalność reprezentuje początek nowoczesnej muzyki popularnej śpiewanej w rodzimym języku Madagaskaru. Twórczość Mahaleo łączy pop z elementami muzyki tradycyjnej. Poza instrumentami zachodnimi wykorzystują brzmienie takich instrumentów jak kabosy, sodina, djembe i korintsana. Rytm i motywy utworów są częściowo inspirowane tradycjami lokalnymi, a ich teksty czerpią z różnych obszarów dialektalnych języka malgaskiego.
Dorobek Mahaleo obejmuje ok. 300 autorskich utworów muzycznych. Działalność Mahaleo wpłynęła na twórczość innych muzyków malgaskich, takich jak Erick Manana i Mamiso.

## Dyskografia
| Tytuł                                         | Rok  | Wytwórnia                   |
| --------------------------------------------- | ---- | --------------------------- |
| Ravorondreo                                   | 1972 | Discomad                    |
| Madagascar                                    | 1976 | Playasound                  |
| Fanambadiana tsa mba kilalao: Imbola          | 1979 | Discomad                    |
| Hitovy anjara: Raha sendra mandalo            | 1979 | Discomad                    |
| Marovoay                                      | 1979 | Discomad                    |
| Mahaleo en concert                            | 1983 | Pro Euro Mad - WDR          |
| Ralita                                        | 1991 | WDR                         |
| Mahaleo en concert                            | 1991 | WDR                         |
| Concert '95                                   | 1995 | WDR                         |
| Madagascar                                    | 1995 | Mélodie                     |
| Tadidiko                                      | 1997 | Cod-Music AG - Pro Euro Mad |
| Mahaleo en concert                            | 1998 | Mélodie                     |
| Velo                                          | 2001 | Mars                        |
| Mahaleo – bande originale du film             | 2005 | Laterit Productions         |
| Tanindrazana                                  | 2007 | Media Consulting            |
| Mama sera                                     | 2007 | Kanto Records               |
| Fitia                                         | 2007 | Media Consulting            |
| 35ème anniversaire : Live Mahaleo à l'Olympia | 2008 | Laterit Productions         |